# Micro-région de Kiskunmajsa
La micro-région de Kiskunmajsa (en hongrois : kiskunmajsai kistérség) est une micro-région statistique hongroise rassemblant plusieurs localités autour de Kiskunmajsa.